# Euphorbia dulcis
Espèce
L'Euphorbe douce (Euphorbia dulcis) est une espèce de plantes à fleurs de la famille des Euphorbiacées. C'est une plante herbacée présente en France.

## Statut
Cette plante est protégée dans le Nord-Pas-de-Calais.

## Liste des sous-espèces, variétés et formes
Selon World Checklist of Selected Plant Families (WCSP) (15 juillet 2013) :
- Euphorbia dulcis L. (1753)

Selon Tropicos (15 juillet 2013) (Attention liste brute contenant peut-être des synonymes) :
- Euphorbia dulcis subsp. angulata (Jacq.) Rouy
- Euphorbia dulcis subsp. dulcis
- Euphorbia dulcis subsp. incompta (Ces.) Nyman
- Euphorbia dulcis subsp. purpurata (Thuill.) Rothm. (syn. de la précédente)
- Euphorbia dulcis var. alpigena (A. Kern.) Nyman
- Euphorbia dulcis var. angulata (Jacq.) Fiori
- Euphorbia dulcis var. chloradenia Boiss.
- Euphorbia dulcis var. elliptica Pers.
- Euphorbia dulcis var. incompta (Ces.) Nyman
- Euphorbia dulcis var. lanuginosa (Lam.) Pers.
- Euphorbia dulcis var. lanuginosa Peterm.
- Euphorbia dulcis var. viridiflora (Waldst. & Kit.) Nyman
- Euphorbia dulcis fo. lanuginosa (Peterm.) Oudejans

## Distribution
Euphorbia dulcis subsp. incompta (syn. subsp. purpurata) est présente en Europe occidentale tandis que Euphorbia dulcis subsp. dulcis se trouve en Europe centrale et orientale.

## Utilisations
C'est une plante ornementale cultivée dans des situations ombragées sur sols argilo-calcaires frais mais bien drainés. Elle préfère une importante humidité atmosphérique.

### Cultivars
- Euphorbia dulcis cv. Chameleon